# Decriminalisering van sekswerk

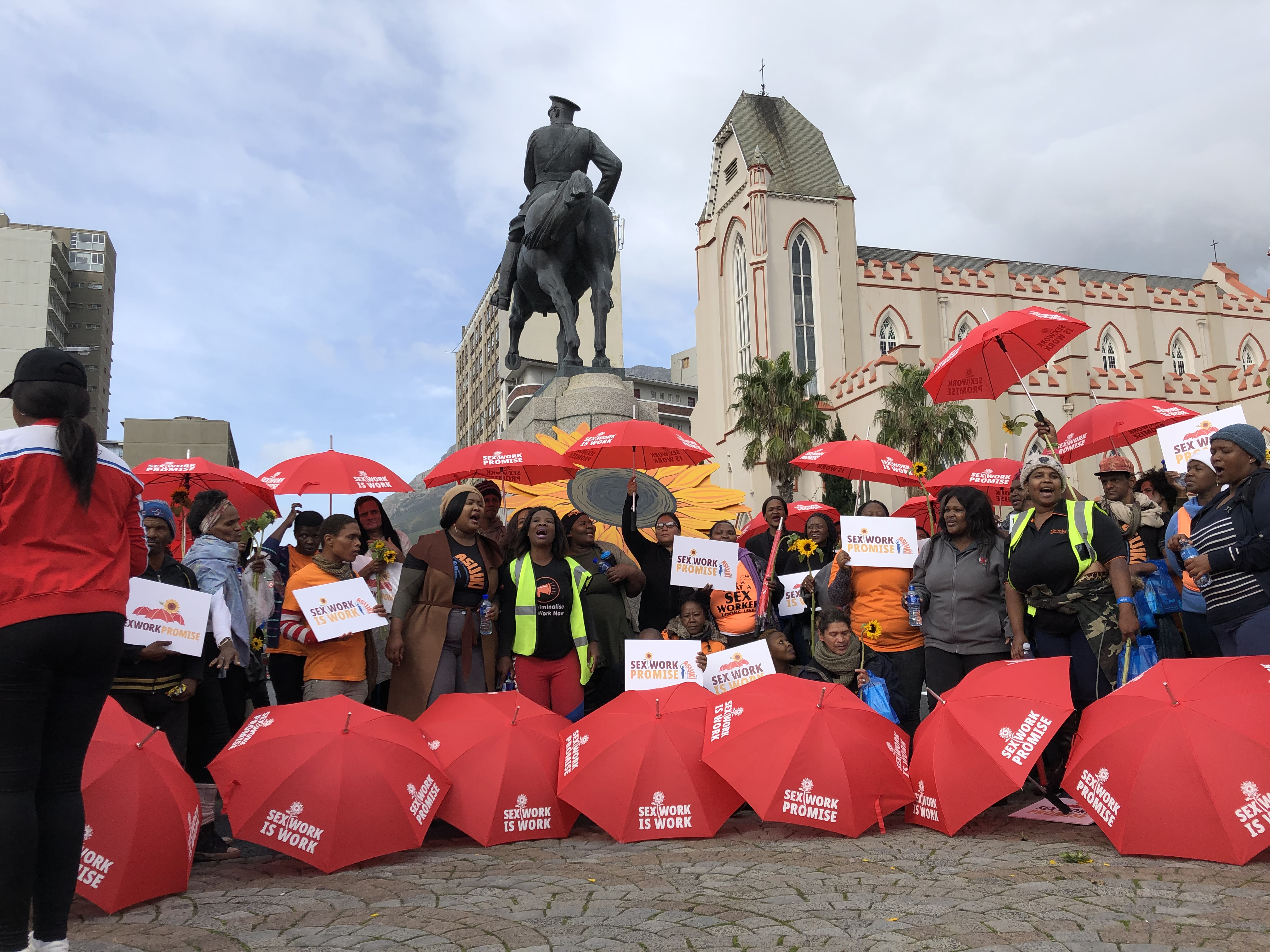
Protest van de Asijiki Coalition 2019 bij het Parlement van Zuid-Afrika met rode paraplu's en bordjes 'sekswerk is werk'. Ze bedankten president Ramaphosa voor zijn inspanningen om sekswerk te decriminaliseren.

De decriminalisering van sekswerk is het afschaffen van criminele straffen voor sekswerk (met name prostitutie). Sekswerk, dat wil zeggen de consensuele levering van seksuele diensten voor geld of goederen, is in de meeste landen gecriminaliseerd. Decriminalisering is te onderscheiden van legalisering (ook wel de "regulationistische" aanpak genoemd).
De decriminalisering van sekswerk is een omstreden onderwerp. Voorstanders van decriminalisering betogen dat het afschaffen van strafrechtelijke vervolging omtrent sekswerk een veiliger omgeving voor sekswerkers schept en helpt bij het tegengaan van sekshandel. Tegenstanders van decriminalisering betogen dat het sekshandel niet zal tegengaan (of zelfs zal verergeren) en een verhoogd risico voor sekswerkers zou kunnen opleveren.
Organisaties zoals UNAIDS, de Wereldgezondheidsorganisatie (WHO), Amnesty International, Human Rights Watch, UNFPA en het medisch tijdschrift The Lancet hebben staten opgeroepen om sekswerk te decriminaliseren in de wereldwijde inspanning om de hiv/aids-pandemie te bestrijden en de toegang tot gezondheidsdiensten voor sekswerkers veilig te stellen. Bijna alle organisaties van sekswerkers zelf over de hele wereld zijn voorstander van de decriminalisering van sekswerk en meestal is dat ook hun hoofddoel. De meerderheid van academici in het Verenigd Koninkrijk, de Verenigde Staten en elders zijn eveneens voorstander van het decriminaliseren van sekswerk.
Een resolutie van het Europees Parlement 'over seksuele uitbuiting en prostitutie en de gevolgen daarvan voor de gendergelijkheid' aangenomen op 26 februari 2014 verklaarde dat "het decriminaliseren van de seksindustrie in het algemeen en het legaliseren van het souteneurschap kwetsbare vrouwen en minderjarige meisjes niet beschermt tegen geweld en uitbuiting, maar juist het tegenovergestelde effect heeft en hen blootstelt aan het risico op meer geweld, en tegelijkertijd de groei van prostitutiemarkten in de hand werkt, waarmee het aantal misbruikte vrouwen en minderjarige meisjes toeneemt."
In juni 2003 werd Nieuw-Zeeland het eerste land ter wereld dat sekswerk heeft gedecriminaliseerd met het aannemen van de Prostitution Reform Act 2003. De enige strafwet omtrent commerciële seksuele activiteiten die er in Nieuw-Zeeland nog bestaat is een verplichting om veiligere sekspraktijken te volgen. Ondanks de decriminalisering blijft de industrie omstreden en er blijven enkele kwesties over.

## Juridische modellen van sekswerk

Decriminalisering – Geen criminele straffen voor prostitutie
Legalisering (regulering) – Prostitutie legaal en gereguleerd
Abolitionisme – Prostitutie is legaal, maar georganiseerde activiteiten zoals bordelen en souteneren zijn illegaal; prostitutie is niet gereguleerd
Neo-abolitionisme (Noords model) – Seks kopen en betrokkenheid derden is illegaal, maar seks verkopen is legaal
Prohibitionisme – Prostitutie illegaal in alle aspecten (kopen en verkopen)
Legaliteit varieert in lokale wetten

Er is een breed scala aan juridische benaderingen van prostitutie. Ngo's, academici en overheidsinstituten gebruiken doorgaans vijf verschillende modellen om deze benaderingen te onderscheiden. Wetenschappers hebben ook wel classificaties gebruikt met drie of vier modellen en de gehanteerde terminologie kan tussen studies nog wel eens verschillen. Sommigen gebruiken de term "criminalisering" als synoniem voor "prohibition(isme)", terwijl anderen ieder beleid behalve "decriminalisering" zien als een bepaalde vorm van criminalisering.

### Prohibitionisme
Hindle et al. (2008) schreven: 'Prohibitionisme tracht prostitutie uit te roeien door alle aspecten van de prostitutiesector te criminaliseren. Volgens deze benadering is prostitutie een schending van de menselijke waardigheid. Het strafrecht en effectieve wetshandhaving worden gezien als belangrijke manieren om het aantal individuen dat betrokken is in de prostitutie te verminderen.' Kulick (2003) stelde dat prohibitionistische modellen 'de feitelijke transactie van het verkopen van seks criminaliseren.' Scoular (2015) merkte op dat degenen die een prohibitionistische aanpak volgen geloven dat sekswerk een schending is van bepaalde morele (meestal religieuze) opvattingen en proberen 'om partijen te ontmoedigen om prostitutie te bezigen door een van de partijen (meestal de vrouwelijke verkopers) of, in toenemende mate, beide partijen te criminaliseren.'

### Abolitionisme
Hindle et al. (2008) schreven: 'Abolitionisme wordt vaak omschreven als de gulden middenweg tussen prohibitionisme en legalisering. Pleitbezorgers van deze aanpak houden vol dat, zelfs als prostitué(e)s ervoor kiezen om dit beroep te doen, het hoe dan ook immoreel is. Zij geloven dat overheden de noodzakelijke stappen moeten ondernemen om prostitutie alleen te laten plaatsvinden zolang dit de openbare veiligheid en orde niet verstoort. In het algemeen pleiten abolitionisten voor de criminalisering van openbare sollicitatie.' Kulick (2003) definieerde abolitionisme als 'een rechtsstelsel dat prostitutie zelf niet als overtreding beschouwt, maar de exploitatie van de prostitutie van anderen wel; derhalve wordt het bestraft als derden prostitué(e)s werven, organiseren en ervan profiteren.'

### Neo-abolitionisme (Noords model)
Neo-abolitionisme, ook wel het Noords of Zweeds model genoemd, wordt toegepast in Zweden, Noorwegen, Frankrijk en andere landen. Terwijl de verkoop van seks bij deze aanpak niet wordt gecriminaliseerd, is het kopen van seks illegaal. Neo-abolitionisten beweren dat dit model prostitué(e)s niet straffen, maar alleen de prostituanten (degenen die seks kopen van sekswerkers). Dit model wordt bekritiseerd omdat sekswerkers zo gedwongen worden om hun werk te doen in gebieden met weinig politie, waarmee het vaak gevaarlijker wordt.

### Legalisering (regulationisme)
Legalisering wordt ook wel "regulationistisch" genoemd omdat het prostitutie reguleert. In landen die prostitutie hebben gelegaliseerd is het niet meer verboden en bestaat er wetgeving die het aan controle en regulering onderwerpt. De mate waarin er wordt gereguleerd en het soort wetgeving varieert van land tot land; sekswerk kan gereguleerd worden met werkvergunningen, licenties of tolerantiezones.

### Decriminalisering
Decriminalisering is het afschaffen van criminele straffen voor sekswerk. In landen die sekswerk decriminaliseren krijgen sekswerkers dezelfde bescherming en erkenning als arbeiders in andere sectoren.

## Negatieve effecten van criminalisering

### Gezondheid
Volgens de Wereldgezondheidsorganisatie (WHO) zijn sekswerkers een van de belangrijkste bevolkingsgroepen die risico lopen op hiv-besmetting en sekswerkers die drugs injecteren lopen nog meer risico vanwege onbeschermde seks, het delen van injectienaalden, afhankelijkheid van alcohol of drugs en geweld. Stigma, armoede en uitsluiting van juridische sociale diensten hebben hun kwetsbaarheid voor hiv-besmetting vergroot. Gezondheidsrisico's, hiv-transmissie en andere seksueel overdraagbare aandoeningen (soa's) nemen toe in situaties waarin condoomgebruik en -beschikbaarheid beperkt is of kan worden gebruikt om sekswerkers te identificeren en criminaliseren. Veel sekswerkers worden aangestuurd door 'poortwachters' zoals bordeelhouders, klanten of politieagenten, die vaak het condoomgebruik bepalen. In Cambodja toonde een enquête aan dat 30% van de sekswerkers die weigerde om condooms om te doen seksueel gedwongen werden. De angst om te worden gearresteerd en gevangengezet ontmoedigt ook het bezitten of bij zich dragen van condooms, omdat deze door politieagenten kunnen worden gebruikt als bewijsmateriaal om sekswerkers te arresteren en vervolgen. Er is bewijs dat het risico op hiv scherp kan worden beperkt als sekswerkers de mogelijkheid krijgen om veilige seks te onderhandelen met klanten. Decriminalisering van sekswerk verkleint de kans op besmetting met hiv/aids en andere soa's door het afbreken van stigma en het toegankelijk maken van gezondheidsdiensten.
Een studie uit 2020 onderzocht het effect van de criminalisering van sekswerk in één district in Oost-Java vergeleken met omliggende districten waar sekswerk niet werd gecriminaliseerd. Criminalisering verhoogde soa's onder vrouwelijke sekswerkers met 58%, verlaagde hun gemiddelde inkomen na het verlaten van sekswerk, verkleinde de kans dat zij de schoolkosten van eventuele kinderen konden betalen en vergrootte de kans dat hun kinderen gingen werken om het inkomen van het huishouden aan te vullen in plaats van naar school gaan. Een studie uit 2018 ontdekte dat de decriminalisering van prostitutie binnenshuis in Rhode Island in de jaren 2003–2009 leidde tot een afname van soa's (gevallen van vrouwelijke gonorroe namen af met meer dan 40%) en minder verkrachtingen (gemelde verkrachtingsdelicten verminderden met 30%). Vanuit een onderzoek uit 2017 bleek dat de invoering van legale tippelzones in Nederland aanzienlijk drugsgerelateerde misdaad, seksuele mishandeling en verkrachting terugdrong (de laatste twee met 30–40% in de eerste twee jaar).

### Discriminatie en stigma
Sekswerkers ervaren een significante hoeveelheid stigma en discriminatie als gevolg van criminalisering. Hoewel zijzelf sekswerk zien als een legitieme manier om inkomen te genereren, worden sekswerkers dan gezien als immoreel en dat zij straf verdienen; derhalve worden zij uitgesloten van gezondheidszorg, onderwijs en huisvesting. Criminaliseringswetten sluiten sekswerks buiten zorgstelsels die hen toegang zouden kunnen verlenen tot preventieve zorg zoals condooms en regelmatige hiv- en soatests.

### Mensenrechtenschendingen
Als bevolkingsgroep die disproportioneel zwaar te lijden heeft onder hiv/aids worden sekswerkers vaak veel mensenrechten ontzegd, zoals het recht op leven, het recht om vrij van discriminatie te zijn, gelijkheid voor de wet en het recht op de hoogst haalbare gezondheidsnorm. Een studie van Sex Workers' Rights Advocacy Network (SWAN) uit 2009 uitgevoerd in meer dan 11 landen concludeerde dat meer dan 200 sekswerkers geweld en discriminatie hebben meegemaakt. Deze gewelddadigheden jegens sekswerkers zijn vaak onder andere mishandeling, ontvoering, verkrachting en ander seksueel geweld. Sekswerkers worden ook geconfronteerd met afpersing, onwettige arrestaties en detenties, die een diepe impact hebben op hun mentale, fysieke en sociale welzijn. Het is moeilijk voor sekswerkers om gerechtigheid te krijgen als blijkt dat veel politieagenten deelnemen aan het seksuele en fysieke geweld. In Noord-Macedonië bleek in 2007 seksueel geweld door de politie jegens sekswerkers bijzonder vaak voorkomend te zijn: 82,4% van de ondervraagde sekswerkers zei dat de politie hen dat jaar seksueel geweld had aangedaan. Criminalisering dwingt sekswerkers ook om in onveilige situaties te werken om te voorkomen dat de politie hen opmerkt, hetgeen het risico verhoogt dat zij de sekshandel in gedwongen worden. Criminaliseringswetten zoals een verbod op het kopen van seks, tippelen en de algemene organisatie van sekswerk houden de onveilige omgeving van sekswerkers in stand, leveren straffeloosheid op voor mishandelaars en voorkomen dat sekswerkers de misdaad melden bij de politie.

### Mannelijke sekswerkers
De criminalisering van mannelijk sekswerk schept ook problemen voor de volksgezondheid, omdat mannelijke sekswerkers (vaak gigolo's genoemd) ermee worden gehinderd om hun baan uit te voeren op de veiligst mogelijke manier. Traditioneel denken mensen bij 'sekswerkers' aan vrouwen die seks verkopen aan mannen, maar dit woord wordt steeds vaker ook toegepast op mannen (en genderqueer mensen) die ook seks verkopen. Vergelijkbaar met vrouwelijke sekskwerkers zijn mannelijke sekswerkers lang gediscrimineerd, maar niet om dezelfde redenen als vrouwelijke sekswerkers. Veel van het sentiment tegen mannelijke sekswerkers komt voort uit de associatie met homoseksualiteit (hoewel mannelijke sekswerkers niet alleen aan homoseksuele prostitutie doen, maar ook vrouwelijke of genderqueer klanten kunnen bedienen), hetgeen in veel delen van de wereld niet alleen wordt afgewezen, maar zelfs nog illegaal is. In moderne tijden is de mening van veel mensen over homoseksualiteit veranderd, wat heeft geleid tot een algemene afname in de discriminatie en regulering van homoseksualiteit. Dit heeft geleid tot een algemene toename in de vraag naar mannelijk sekswerk en daarmee mannelijke sekswerkers. De opkomst van het internet heeft geleid tot een verdere toename van mannelijk sekswerk, omdat mannelijke sekswerkers op deze manier makkelijker met cliënten op discrete wijze in contact kunnen komen, wat vooral van belang is in landen waar mannelijke prostitutie nog steeds verboden is.
Er zijn internationaal enkele organisaties die strijden voor de rechten van mannelijke sekswerkers en de decriminalisering van prostitutie. De argumentatie voor de decriminalisering van mannelijk sekswerk komt op veel hoofdlijnen overeen met de argumenten voor de decriminalisering van vrouwelijk sekswerk. De hoofdreden is dat de volksgezondheid erbij gebaat is omdat sekswerkers dan via professionelere kanalen hun werk kunnen doen, waarmee ze makkelijker toegang kunnen krijgen tot bescherming, getest worden voor soa's en hiv/aids en kunnen afdwingen dat hun cliënten bescherming dragen en getest worden.
Soa's en hiv zijn belangrijke kwesties op het terrein van mannelijk sekswerk; uit sommige studies blijkt dat in sommige regio's tot wel 50% van de mannelijke sekswerkers positief getest werd op hiv, terwijl velen van hen zich daar helemaal niet bewust van waren. De prevalentie van soa's en hiv onder mannelijke sekswerkers varieert enorm naar inkomen, ras en seksuele voorkeur. In het algemeen komt hiv vaker voor onder mannelijke sekswerkers die zichzelf als homo identificeerden en onderzoekers suggereren dat dit zou kunnen komen door een gebrek aan voorlichting over het belang om nog steeds bescherming te gebruiken tijdens het hebben van homoseks. Er is eveneens gesteld dat mannelijke sekswerkers vaak niet in de positie verkeren om af te dwingen dat hun cliënten een condoom gebruiken vanwege het risico dat een cliënt gewelddadig kan reageren op de weigering om condoomloze seks te hebben.

## Praktische vergelijking
Hier volgt een vergelijking van enkele juridische modellen in de praktijk.

### Neo-abolitionisme (Noords model) in praktijk

#### Canada
De prostitutiewet van Canada werd in 2013 voor het Hooggerechtshof gesleept door Terri-Jean Bedford, Amy Lebovitch en Valerie Scott: de zaak-Bedford v. Canada. De klagers betoogden dat de strafwetten hun risico op geweld en slachtofferschap disproportioneel vergrootte doordat de wetten hen onmogelijk maakten om veiligheidsstrategieën in te zetten bij het doen van hun werk. Het Hooggerechtshof besloot unaniem met 9 stemmen vóór en 0 tegen dat de communicatiebepaling, de bordeelbepaling en de 'leven van de baten'-bepaling een schending waren van het sekswerkersrecht op het grondrecht op security of the person ('zekerheid/veiligheid van de persoon') in het Canadian Charter of Rights and Freedoms. Om de Canadese overheid de tijd te geven om te reageren werd de ongeldigheidsverklaring voor een jaar opgeschort.
In 2014 voerde de Canadese regering een nieuwe prostitutiewet in, de Protection of Communities and Exploited Persons Act (PCEPA). Deze wetgeving is gemodelleerd op het Noordse model en criminaliseert kopers van seks en ondersteunende derden (bordeelhouderschap en souteneurschap zijn ook illegaal). De meeste Canadese sekswerkersrechtengroepen verwierpen het Noordse model omdat het 'schadelijk en inconsistent met de grondwettelijke rechten op gezondheid en veiligheid van sekswerkers' zou zijn volgens de Canadian Alliance for Sex Work Law Reform (CASWLR). In plaats daarvan bepleitten zij het Nieuw-Zeelandse model van decriminalisering, omdat dat volgens hen 'geweld tegen sekswerkers verminderde, politiebescherming verbeterde, terwijl arbeidsomstandigheden verbeterden, waaronder bescherming tegen intimidatie door de werkgever van de sekswerker'. In februari 2020 verklaarde een rechtbank in Ontario drie onderdelen van de PCEPA ongrondwettig: de verboden op het reclame maken voor, de werving van en het materieel profiteren van de seksuele diensten van een ander waren schendingen van de 'vrijheid van expressie' en security of the person zoals gedefineerd in de Canadian Charter of Rights and Freedoms. Als de uitspraak wordt bevestigd, dan zou dit de betrokkenheid van derden toestaan; sekswerkers zeiden dat dit hen belangrijke bescherming zou geven, maar christelijke antisekshandelactivisten beweerden dat het sekshandel makkelijker zou maken.

#### Frankrijk
In 2016 schatte de Franse regering dat er ongeveer 30.000 prostitué(e)s in het land waren, waarvan 93% uit het buitenland kwamen. In april 2016 nam de Franse Assemblée Nationale een wet aan die het Noordse model volgde. Het verkopen van seks, tippelen en openbaar solliciteren door prostitué(e)s is legaal, maar seks kopen kan een boete van ongeveer 1500 euro opleveren. Mensen die schuldig bevonden zijn aan het betalen voor seks moeten eventueel verplicht deelnemen aan een "bewustmakingscursus over de strijd tegen de koop van seksuele handelingen".
De Franse regering heeft ook geprobeerd om prostitutie te bestrijden door sekswerkers die de seksindustrie willen verlaten compensatie te geven. Hoewel de regering tegen 2018 hoopte 600 prostitué(e)s te helpen stoppen, meldden slechts 55 sekswerkers zich aan voor het uitstapprogramma. Sommige sekswerkers betogen dat het maandelijks stipendium à 330 euro niet genoeg is om van rond te komen.
De wet van 2016 heeft ook geleid tot een toename aan geweld tegen sekswerkers. Vanwege de toegenomen politieaanwezigheid is het sekswerk dat nog steeds plaatsvindt van de straten afgejaagd naar plekken waar weinig toezicht is. Dit heeft prostitué(e)s die blijven werken in gevaarlijker omstandigheden gebracht. Volgens een enquête uit 2019 uitgevoerd door de Franse ngo Médecins du Monde zegt 42% van de prostitué(e)s in Frankrijk dat zij aan meer geweld zijn blootgesteld sinds de wet in 2016 in werking is getreden.

#### Zweden
Zweden nam in 1999 een wet aan die het kopen van seks criminaliseerde, terwijl het verkopen van seks legaal bleef. Kulick (2003) en Matthews (2008) hebben deze Zweedse wet 'prohibitionistisch' genoemd (waarbij Kulick betoogde dat Zweden vóór 1999 'abolitionistisch' was), terwijl Niklas Jakobsson & Andreas Kotsadam (2010) hem 'neo-abolitionistisch' noemden. Sinds de inwerkingtreding van de wet hebben voorstanders van deze aanpak beweerd dat het aantal prostitué(e)s is afgenomen Dit zou slechts het resultaat kunnen zijn van toegenomen politietoezicht, waardoor veel sekswerkers de straten hebben verlaten en in plaats daarvan hun activiteiten naar elders hebben verplaatst, inclusief het internet.
Pye Jakobsson, een woordvoerder van de Rose Alliance die sekswerkers vertegenwoordigt, denkt dat deze afname in aantallen straatwerkers niet per se minder prostitutie betekent; ze wees daarbij op het feit dat 50% van de sekswerkers binnenshuis werkt. Jakobsson beweert dat "je niet kunt spreken over het beschermen van sekswerkers en tegelijk zeggen dat deze wet goed is, want het drijft prostitutie en sekshandel ondergronds, waardoor sociale diensten minder goed toegang hebben tot slachtoffers."
In een evaluatierapport van 2010 ging de Zweedse regering akkoord met de bewering van Zweedse sekswerkers dat dit model het stigma tegen sekswerkers heeft vergroot. De Zweedse regering zag dit echter als een positieve uitkomst omdat, zo betoogde zij, het belangrijker is om een boodschap over sekswerk uit te zenden.
Sekswerkers hebben melding gemaakt van een aantal mensenrechtenschendingen als direct resultaat van deze wetten, inclusief de deportatie van sekswerkers, toegenomen uithuisplaatsingen, toegenomen risico op dakloosheid en meer discriminatie door de autoriteiten. De wet van 1999 heeft er ook toe geleid dat sekswerkers tegen hun wil in zijn gebruikt door de politie als getuigen in rechtszaken waaraan ze niet wilden deelnemen. Bovendien is het condoomgebruik onder Zweedse sekswerkers afgenomen omdat de politie in dergelijke zaken vaak gebruikte condooms als bewijsmateriaal hanteren. Tegen 2021 had de christelijke ngo Talita, die een totaalverbod op prostitutie en pornografie, naar verluidt grote invloed op het maatschappelijk debat over sekswerk omdat het regelmatig werd geciteerd in nieuws- en opinieartikelen in Zweedse media, die de neiging hadden om de vermeende schadelijke gevolgen te benadrukken. Zweedse sekswerkers zelf vonden dat Talita en de media 'overdreven negatieve bewoordingen' gebruikten en dat pogingen om op onjuiste wijze alle sekswerk in verband te brengen met mensenhandel enkel de stigmatisering verergerde. Werkers hebben betoogd dat 'het beter zou zijn als we een realistisch gesprek voeren over de voor- en nadelen, in plaats van het te demoniseren.'

### Legalisering (regulationisme) in praktijk

#### Denemarken
In Denemarken werd prostitutie in 1999 gelegaliseerd; zowel de koop als verkoop van seks is legaal, zolang alle deelnemers maar minstens 18 jaar oud zijn. Bordelen en souteneurschap zijn echter nog steeds verboden in het land. Voorheen mochten sekswerkers werken zolang het maar niet hun enige bron van inkomsten was.

#### Duitsland
Duitsland heeft in 2002 sekswerk gelegaliseerd. De wet van 2002 verplichtte sekswerkers om zichzelf te registreren en belasting te betalen. In ruil daarvoor moesten hun werkgevers hen bepaalde rechten bieden zoals gezondheidszorg en betaald verlof. Bovendien mogen klanten van sekswerkers niet weigeren om te betalen omdat ze "niet tevreden zijn". Nadat de wet was ingevoerd is de Duitse seksindustrie opgebloeid. Volgens een schatting van de Bondsregering uit 2005 waren er ongeveer 400.000 sekswerkers in Duitsland en betaalden elke dag 1,2 miljoen mannen voor hun diensten.
De implementering van de wet stuitte op enkele problemen omdat er een gebrek aan ondersteuning en training was. Dientengevolge werd de wet verschillend geïnterpreteerd van stad tot stad. In Berlijn werd de wet geïnterpreteerd op manieren die sekswerkers ten goede kwamen; in Keulen werd er een "plezierbelasting" ingevoerd die alleen maar op sekswerk van toepassing is.
Hoewel de wet volgens een artikel van The Daily Telegraph uit 2014 was ontworpen om de rechten van sekswerkers te beschermen en hun beroep te erkennen als een baan zoals alle andere, zou het in plaats daarvan hebben geresulteerd in grote bordelen met meerdere verdiepingen en de invoering van afwerkplekken (Duits: Verrichtungsboxen).

#### Nederland
Nederland schafte in 2000 het bordeelverbod van 1911 af. Hiermee verwierf het internationaal de reputatie als symbool van een 'liberale' benadering van sekswerk. Het Nederlandse legaliseringsmodel werd gecontrasteerd met het neo-abolitionistische model dat Zweden in 1999 had ingevoerd. Volgens Heumann et al. (2017) was het bordeelverbod van 1911 vaag geformuleerd, werd het slecht gehandhaafd en werden sekswerkers zelf niet gecriminaliseerd. Ondanks dit gedoogbeleid tussen 1911 en 2000 werden zij echter nog steeds gestigmatiseerd als 'gevallen' of 'zondige' vrouwen of 'psychisch gestoord'. Feministen (bezorgd om vrouwenrechten en onderdrukking) en conservatieven (bezorgd om de openbare orde, 'zeden' en de 'waardigheid' van vrouwen) bereikten een zekere consensus in de jaren 1980 dat sekswerk gelegaliseerd moest worden terwijl sekshandel diende te worden bestreden. De wetsvoorstellen om het bordeelverbod van 1911 te schrappen en sekshandel te verbieden, die samen in 1987 werden gedaan en door de Tweede Kamer goedgekeurd, werden in de Eerste Kamer echter vertraagd en uiteindelijk in 1989 geblokkeerd door de nieuwe fervent abolitionistische Minister van Justitie Ernst Hirsch Ballin (CDA). Hij paste beide wetsvoorstellen aanzienlijk aan zodat feitelijk alle migrantenvrouwen werden gezien als slachtoffers van sekshandel; deze voorstellen stuitten in 1992 op grote weerstand in de Eerste Kamer. Uiteindelijk werd een flink aangepaste versie van het wetsvoorstel op mensenhandel aangenomen in 1993, terwijl het schrapvoorstel werd ingetrokken. In 1997 werd het schrapvoorstel opnieuw bekeken door de eerste seculiere regeringscoalitie van Nederland, bestaande uit sociaaldemocraten (PvdA), conservatief-liberalen (VVD) en progressief-liberalen (D66); zij bereikten in 1999 een akkoord om verbod te schrappen, dat in 2000 inging. De gedachte van de regering achter de legalisering was schadebeperking, het vergroten van de zichtbaarheid van criminele activiteiten, het bestrijden van mensenhandel en in het algemeen betere overheidscontrole op prostitutie. Opmerkelijkerwijs werden migrantensekswerkers zonder verblijfsvergunning uitgesloten van legale arbeid. Na 2000 hebben bepaalde interpretaties van de wet en verdere lokale juridische restricties verscheidene neo-abolitionistische elementen in de Nederlandse situatie geïntroduceerd, waardoor met name migrantensekswerkers de illegaliteit in werden gedwongen. Bovendien werden sekswerkersrechten inclusief arbeidsrechten naar de achtergrond gedreven en ondermijnd, ofwel door de overheid met een beroep op 'bescherming', ofwel door de grote bordeelbedrijven, die als enige in staat waren om aan de strikte vergunningsvoorwaarden te voldoen en ze te betalen en ook advocaten in te huren om belasting te ontwijken en de rechten van sekswerkers te ondermijnen.

#### Nevada (Verenigde Staten)

Legaliteit van bordeelprostitutie in Nevada per county:
Toegestaan, minstens 1 bordeel actief
Toegestaan, geen bordelen actief
Niet toegestaan

Nevada is de enige staat in de Verenigde Staten waar sekswerk niet illegaal is, hoewel het in sommige county's van Nevada ook illegaal is. Tot 1971 was er in Nevada geen staatswet voor prostitutie; dat jaar werd prostitutie door een wijziging van de Nevada Revised Statutes (het burgerlijk wetboek) effectief gelegaliseerd in county's met een bevolking van minder dan 400.000 inwoners.
Midden jaren 1970 probeerde een man genaamd Walter Plankinton een bordeel te openen in Nye County. County-beambten blokkeerden aanvankelijk zijn mogelijkheden om het bordeel (dat hij "Chicken Ranch" wilde gaan noemen) te openen met een beroep op een staatswet uit 1948 die bordelen een "overlast" noemde. Deze wet werd echter in 1978 ongeldig verklaard door het Hooggerechtshof van Nevada.
In 1980 legaliseerde het Hooggerechtshof van Nevada prostitutie officieel in county's met een bevolking onder de 400.000. Prostitutie buiten een "prostitutiehuis met vergunning" werd pas in 1987 gecriminaliseerd toen de Nevada Revised Statutes dat expliciet illegaal maakten.
Sekswerk in Nevada is gereguleerd in 10 county's en 5 steden. Prostitué(e)s worden gereguleerd door een "lappendeken" van staatswetten en lokale wetten die zich richten op een aantal verschillende kwesties. Wetten omtrent zones in Nevada verbieden dat bordelen in de buurt van een school, gebedshuis of hoofdwegen worden opgericht. Bordelen mogen ook geen reclame maken op de openbare wegen of in districten waar prostitutie illegaal is. Andere bestaande reguleringen verplichten prostitué(e)s om zich te laten testen op soa's voordat ze in dienst kunnen treden en wekelijkse soatests zodra zij werkzaam zijn. Sekswerkers met hiv mogen niet werken. Sekswerkers die nog steeds blijven werken nadat ze hiv-positief zijn getest kunnen met 2 tot 10 jaar gevangenis of een boete van $ 10.000 worden bestraft.

### Decriminalisering in praktijk

#### België
Op 17 maart 2022 stemde de Kamer van volksvertegenwoordigers in met een wetsontwerp voor de hervorming van seksueel strafrecht, tot stand gekomen onder de verantwoordelijkheid van Minister van Justitie Vincent Van Quickenborne. Het wetsontwerp voorzag onder meer in de stapsgewijze decriminalisering van sekswerk voor meerderjarigen. Bij de eerste stap zou sekswerk alleen wettelijk zijn toegestaan voor zelfstandige sekswerkers. Men zou alleen maar reclame mogen maken voor het aanbieden van de eigen seksuele diensten via daarvoor bestemde media-kanalen. De nieuwe wet trad op 1 juni 2022 in werking.

#### New South Wales (Australië)
In Australië worden wetten betreffende sekswerk bepaald door de staten en territoria; ze verschillen daarom per gebied. New South Wales (waar de stad Sydney ligt) heeft sekswerk in 1995 gedecriminaliseerd nadat de Wood Royal Commission aantoonde dat de politie ongeschikt was om de seksindustrie te reguleren, omdat criminalisering leidde tot corruptie bij de politie, grote gezondheidsrisico's voor sekswerkers en de gemeenschap en ook overlast.
Richting prohibitionisme 1908–1976
New South Wales amendeerde de Police Offences Act in 1908 om mannen (maar niet vrouwen) die leefden van de inkomsten van prostitutie te criminaliseren, zodat mannelijke bordeelhouders voortaan vervolging riskeerden. De wijzigingen van de Crimes Act in 1924 verhoogden deze straffen, terwijl de politie meer macht kreeg over de bewegingsvrijheid van prostitué(e)s; de laatsten werden hierdoor meer blootgesteld aan arrestatie door de politie en aan geweld van hun klanten door deze juridische beperkingen op mannelijke collega's. In combinatie met de criminalisering van gokken en nieuw ingevoerde drugs ontstonden er criminele bendes in Sydney, die de zogenaamde "razor wars" voerden in de straten over de beheersing van al deze lucratieve illegale activiteiten. Aanpassingen aan de wet in 1929 gaven de politie meer macht voor de bestrijding van de criminele bendes, die snel werden verpletterd, maar werden vervangen door de controle van corrupte politieagenten. Tegen de jaren 1960 had de corruptie door de politie inzake prostitutie te Sydney zich hecht gevestigd en sekswerkers moesten regelmatig steekpenningen betalen (wat "weighing-in" werd genoemd) aan de twee politieafdelingen in de regio. Desalniettemin konden sekswerkers nog steeds gearresteerd worden door de politie en veroordeeld worden voor allerlei prostitutie-gerelateerde overtredingen zoals solliciteren (tippelen), 'heulen met criminelen' ("consorting") en 'onfatsoenlijk gedrag' ("offensive behaviour"). De aankomst van Amerikaanse soldaten uit de Vietnamoorlog vanaf 1966 stimuleerde al gauw de opkomst van drugs- en prostitutiegerelateerde gewelddadige rivalerende criminele bendes die collaboreerden met de corrupte politie. De conservatieve regering-Askin (Liberal Party) criminaliseerde sekswerk nog verder in 1968 door de invoering van extra overtredingen, verhoging van straffen en het ook voor vrouwen een misdrijf te maken om te leven van inkomsten van prostitutie; dit had als resultaat dat smeergeld aan en arrestaties door de politie toenamen en sekswerkers naar de zwarte markt werden gedreven.
Gedeeltelijke decriminalisering en re-criminalisering 1976–1995
Toen de progressieve regering-Wran (Labor Party) in 1976 aan de macht kwam, drongen libertijnen (die betoogden dat de staat zich niet diende te bemoeien met de seksuele handelingen die instemmende volwassenen privé uitvoerden) en feministen (die betoogden dat de wet vrouwen discrimineerde omdat vrouwen die seks verkochten gecriminaliseerd werden, maar mannen die seks kochten niet) aan op de decriminalisering van de meeste aspecten van de prostitutie, behalve in gevallen waar het openbare overlast veroorzaakte of sprake was van uitbuiting. De wettelijke amendementen van 1979 decriminaliseerden openbare sollicitatie en het zich bevinden van sekswerkers op plaatsen die voor prostitutie werden gebruikt. Daarentegen bleef bordeelhouderij nog steeds strafbaar vanwege de Disorderly Houses Act en werden reclame maken voor en verkopen van seksuele diensten onder het mom van andere diensten zoals massages gecriminaliseerd; dit leidde ertoe dat de straatprostitutie flink opbloeide. De politie voerde campagne tegen deze inperkingen van hun gezag, terwijl lokale gemeenschappen de regering onder druk zetten om betere ruimtelijke ordening toe te passen zodat openbare overlast vanwege prostitutie kon worden vermeden (dit laatste leidde ertoe dat in 1983 wettelijke aanpassingen kwamen die het verboden om in de buurt van scholen, kerken, ziekenhuizen en woningen te solliciteren). De nieuwe conservatieve regering-Greiner (Liberal Party) die in 1988 aan de macht kwam maakte enkele Labor-beleidsmaatregelen ongedaan met de nieuwe Summary Offences Act, waarmee de straffen voor alle prostitutiegerelateerde overtredingen opnieuw werden verhoogd en voor het eerst ook klanten werden gecriminaliseerd – hoewel weinig mannen ooit zijn aangeklaagd; de corruptie door de politie nam daarop weer toe.
Decriminalisering 1995–heden
De nieuwe regering-Carr (Labor Party) stelde de rechter James Roland Wood aan het hoofd van de Royal Commission into the New South Wales Police Service (1995–1997, ook wel de 'Wood Royal Commission' genoemd) om onder andere de corruptie door de politie met betrekking tot sekswerk in de staat aan te pakken. De commissie concludeerde dat de Disorderly Houses Act corruptie door de politie mogelijk maakte, dat het gebrek aan veilige bordelen veel sekswerkers dwong om op straat te werken, hetgeen henzelf en de gemeenschap grotere gezondheidsrisico's opleverde, dus dat het beter was om veilige bordelen voor sekswerkers mogelijk te maken. De regering handelde op grond van deze conclusies door de Disorderly Houses Act in 1995 zodanig aan te passen dat bordelen gewone bedrijven werden die geen speciale vergunning of registratie nodig hebben. Bordelen konden voortaan alleen worden gesloten door een formele klacht in te dienen bij de Land and Environment Court; daarmee werd de politie hun macht ontnomen om ieder bordeel te sluiten, of te bedreigen met sluiting, als een disorderly house, wat een belangrijke oorzaak was geweest van de corruptie door de politie. De amendementen van 1995 stonden ook derden weer toe om met prostitué(e)s te werken. Zodoende decriminaliseerde New South Wales sekswerk in 1995. Een evaluatierapport van de regering in 2016 resulteerde in een voortzetting van de "steun voor de decriminalisering van sekswerk als de beste manier om sekswerkers te beschermen en een transparantere sekswerkindustrie te handhaven".:2

#### Nieuw-Zeeland
Nieuw-Zeeland werd in juni 2003 het eerste land ter wereld dat sekswerk decriminaliseerde met de invoering van de Prostitution Reform Act 2003 (PRA). Het doel van deze wet was om "prostitutie te decriminaliseren (zonder aanmoediging of morele goedkeuring van prostitutie of het gebruik ervan); een kader te creëren om de mensenrechten van sekswerkers te waarborgen en hen te beschermen tegen uitbuiting; het welzijn en de beroepsmatige gezondheid en veiligheid van sekswerkers te bevorderen; bij te dragen aan de volksgezondheid; en het verbieden van het gebruik van prostitutie van personen onder de leeftijd van 18 jaar." De PRA zette ook een certificatiesysteem voor bordeelhouders in werking.
Catherine Healy, de nationaal coördinator van het New Zealand Prostitutes Collective (NZPC), die onderdeel was van de drijvende kracht achter de oorspronkelijke wet van 2003, zei 12 jaar later in een interview dat ze 'een opmerkelijke verandering heb waargenomen in de betrekkingen tussen de politie en sekswerkers na de invoering van de PRA. Na de decriminalisering verschoof die dynamiek op dramatische wijze en, vooral belangrijk, de focus op de sekswerker lag niet op de sekswerker als crimineel. Hij lag op de rechten, veiligheid, gezondheid en het welzijn van de sekswerker.' Bovendien 'beginnen sekswerkers in Nieuw-Zeeland hun rechten op te eisen nu het stigma dat met sekswerk werd geassocieerd aan het afnemen is', zoals bijvoorbeeld werd aangetoond door het feit dat een sekswerker erin slaagde om een bordeelhouder te laten vervolgen vanwege seksuele intimidatie door haar werkgever.

#### Washtenaw County, Michigan (Verenigde Staten)
Op 14 januari 2021 kondigde openbaar aanklager Eli Savit van Washtenaw County in de staat Michigan aan dat hij niet langer consensueel sekswerk zou vervolgen, maar nog steeds wel 'mensenhandel, geweld en misdrijven met betrekking tot kinderen' zou blijven vervolgen. Washtenaw werd hiermee de eerste county in de Verenigde Staten die sekswerk heeft gedecriminaliseerd en de eerste buiten Nevada die sekswerk wettelijk heeft toegestaan. Hoofdassistent-aanklager van de aangrenzende Oakland County David Williams gaf aan het voorbeeld van Washtenaw te willen volgen.

## Verder lezen
- Bass, Alison (2015). Getting Screwed: Sex Workers and the Law. ForeEdge. ISBN 978-1-61168-634-0.
- Legal prostitution zones reduce incidents of rape and sexual abuse. HuffPost. Alison Bass. 14 maart 2017 (geüpdatet 7 april 2017).